# Férfi 5000 méteres gyorskorcsolya az 1932. évi téli olimpiai játékokon
Az 1932. évi téli olimpiai játékokon a gyorskorcsolya férfi 5000 méteres versenyszámát február 4-én rendezték. Az aranyérmet az amerikai Irving Jaffee nyerte meg. Magyar versenyző nem vett részt a versenyszámban.

## Rekordok
A versenyt megelőzően a következő rekordok voltak érvényben:
| Világrekord     | Ivar Ballangrud (NOR) | 8:21,6 | Davos, Svájc            | 1930. január 11. |
| Olimpiai rekord | Clas Thunberg (FIN)   | 8:39,0 | Chamonix, Franciaország | 1924. január 26. |

A versenyen új rekord nem született.

## Eredmények
A két előfutamból az első négy-négy helyezett versenyző jutott a döntőbe. A döntőben a célba érkezés sorrendje határozta meg a végeredményt. A rövidítések jelentése a következő:
- Q: továbbjutás helyezés alapján

### Előfutamok
| Hely.    | Versenyző        | Nemzet                 | Idő            | Mj       |
| 1. futam | 1. futam         | 1. futam               | 1. futam       | 1. futam |
| -------- | ---------------- | ---------------------- | -------------- | -------- |
| 1.       | Irving Jaffee    | Egyesült Államok (USA) | 9:52,0         | Q        |
| 2.       | Eddie Murphy     | Egyesült Államok (USA) | idő nem ismert | Q        |
| 3.       | Ivar Ballangrud  | Norvégia (NOR)         | idő nem ismert | Q        |
| 4.       | Harry Smyth      | Kanada (CAN)           | idő nem ismert | Q        |
| 5.       | Ossi Blomqvist   | Finnország (FIN)       | idő nem ismert |          |
| 6.       | Michael Staksrud | Norvégia (NOR)         | idő nem ismert |          |
| 7.       | Alexander Hurd   | Kanada (CAN)           | idő nem ismert |          |
| 8.       | Isihara Sózó     | Japán (JPN)            | idő nem ismert |          |
| 9.       | Tomeju Uruma     | Japán (JPN)            | idő nem ismert |          |
| 2. futam |                  |                        |                |          |
| 1.       | Bernt Evensen    | Norvégia (NOR)         | 10:01,4        | Q        |
| 2.       | Herb Taylor      | Egyesült Államok (USA) | idő nem ismert | Q        |
| 3.       | Willy Logan      | Kanada (CAN)           | idő nem ismert | Q        |
| 4.       | Frank Stack      | Kanada (CAN)           | idő nem ismert | Q        |
| 5.       | Erling Lindboe   | Norvégia (NOR)         | idő nem ismert |          |
| 6.       | Carl Springer    | Egyesült Államok (USA) | idő nem ismert |          |
| 7.       | Kavamura Jaszuo  | Japán (JPN)            | idő nem ismert |          |
| 8.       | Kitani Tokuo     | Japán (JPN)            | idő nem ismert |          |
| 9.       | Ingvar Lindberg  | Svédország (SWE)       | idő nem ismert |          |

### Döntő
| Helyezés | Versenyző       | Nemzet                 | Idő            |
| -------- | --------------- | ---------------------- | -------------- |
| Arany    | Irving Jaffee   | Egyesült Államok (USA) | 9:40,8         |
| Ezüst    | Eddie Murphy    | Egyesült Államok (USA) | idő nem ismert |
| Bronz    | Willy Logan     | Kanada (CAN)           | idő nem ismert |
| 4.       | Herb Taylor     | Egyesült Államok (USA) | idő nem ismert |
| 5.       | Ivar Ballangrud | Norvégia (NOR)         | idő nem ismert |
| 6.       | Bernt Evensen   | Norvégia (NOR)         | idő nem ismert |
| 7.       | Frank Stack     | Kanada (CAN)           | idő nem ismert |
| 8.       | Harry Smyth     | Kanada (CAN)           | idő nem ismert |